# Mormodes
Mormodes é um género botânico pertencente à família das orquídeas (Orchidaceae). Foi proposto por John Lindley, em A Natural System of Botany 446, em 1836. A espécie tipo é a Mormodes atropurpurea Lindley. O nome do gênero indica que suas flores tem aparência fantasmagórica.
Mormodes, é gênero próximo ao gênero Catasetum, porém de porte menor, com flores hermafroditas de formatos intrigantes, cuja coluna é retorcida para um dos lados.

## Distribuição
O gênero Mormodes agrupa cerca de oitenta espécies epífitas das florestas tropicais quentes, de baixa altitude, da América Central ao Nordeste e sul do Centro Oeste brasileiros. Pouco mais de vinte espécies existem no Brasil, porém nos últimos anos várias espécies novas tem sido encontradas e descritas.

## Descrição
Possuem pseudobulbos carnudos, oblongos e anelados, Muito parecidos, se não iguais aos de Catasetum, com diversas folhas dísticas, normalmente decíduas, estreitas, nervuradas. herbáceas. A inflorescência é produzida das gemas dos nós nas laterais dos pseudobulbos, comum na base ou abaixo da metade, fato bastante distintivo em relação a Cycnoches, que floresce quase sempre perto do ápice dos pseudobulbos.
As flores são muitas e vistosas, de coloridos variados, vermelhas, vinho escuro, alaranjadas, rosadas ou amareladas, pintalgadas ou não. A sépala dorsal algo arqueada sobre a coluna e as laterais voltadas para trás. As pétalas mais largas e ainda mais arqueadas sobre a coluna ou eretas. O labelo é algo trilobado, atenuado em espécie de unguículo na base, em regra com os lobos fortemente arcados para trás, formando uma espécie de túnel, preso à base da coluna, que não apresenta pé, nem asas. Esta sempre é torcida para um dos lados, expondo o estigma, e de modo que o agente polinizador, ao aterrissar sobre o labelo, terá de esbarrar na antera, recebendo imediatamente o retináculo em suas costas, ou se já vier carregando um polinário, polininizará a flor. A antera contém duas polínias, raramente quatro.

## Lista de espécies
1. Mormodes andicola Salazar, Orquídea (Mexico City), n.s., 12: 190 (1992)
2. Mormodes andreettae Dodson, Icon. Pl. Trop. 5: t. 462 (1982)
3. Mormodes arachnopsis Archila & Chiron, Richardiana 11: 191 (2011)
4. Mormodes aromatica Lindl., Edwards's Bot. Reg. 27(Misc.): 76 (1841)
5. Mormodes atropurpurea Hook., Bot. Mag. 77: t. 4577 (1851), nom. illeg.

1. Mormodes × salvadorensis Hamer & Garay in F.Hamer, Orquid. El Salvador 2: 128 (1974)